# Marie Potvin
Pour les articles homonymes, voir Potvin.
 (juin 2016).
Œuvres principales
Les filles modèles,
Les Héros, ça s'trompe jamais,
L’Aventurière des causes perdues "Zoélie l'allumette"
Marie Potvin, née le 25 novembre 1971 à Sudbury, est une écrivaine québécoise.

## Biographie
Née à Sudbury (Ontario) de parents québécois, Marie Potvin a grandi à Vaudreuil. Après avoir vécu plusieurs années à Montréal, elle réside actuellement[Quand ?] à Saint-Sauveur, dans les Laurentides. 
En février 2015, elle publie le premier tome de sa série jeunesse Les Filles modèles, illustrée par Estelle Bachelard aux Éditions les Malins. Le tome 2 suit en avril 2015. Le tome 3 et le tome 4 sortent le 30 septembre 2015 et le 28 janvier 2016. Les trois premiers tomes se sont écoulés à plus de 40 000 exemplaires en moins d'un an. La série continue depuis.

## Publications
(décembre 2020).

## Les Éditions les Malins

### Les filles modèles
1. Guerre froide (2015)
2. Amitiés toxiques (2015)
3. SOS cendrillon (2016)
4. Sabotage 101 (2016)
5. Romance K.O. (2016)
6. Monstre fragile (2016)
7. Transitions chocs (2017)
8. Top secret (2017)
9. Mots magiques (2018)
10. Réponses troublantes (2019)
11. 1 et 11.2 Héros recherchés (2019)
12. Lettres perdues (2020)
13. Pierre précieuse (2020)
14. Nouveaux liens (2021)
15. 1 et 15.2 Équipe Soudée (2021)
16. Non négociable (2022)
17. Face à face (2023)
18. Lien indestructible (2023)

- Hors- Série: Maddox et Xavier (2018)
- Hors-série: Corentin et Lucien (2019)
- Hors-série: Alexandrine et Clémentine (2020)
- BD Les filles modèles 1: Guerre froide (2019), illustratrice Audrey Bussi
- BD Les filles modèles 2: Amitié Toxique (2020), illustratrice Audrey Bussi
- Les filles modèles scrappent noël

#### Zoélie l'allumette
1. Le Garçon oublié (2016)
2. Le Fauteur de troubles (2016)
3. L'orphelin égaré (2016)
4. Le voleur de tartes (2017)
5. Le casseur de vitres (2017)
6. Le super-héros (2018)
7. Le protecteur de fantômes (2018)
8. Le veilleur de morts (2019)
9. Les destructeurs du temps (2019)
10. Sauvetage surprise (2020)
11. Le cordon magique (2020)
12. Mémoire détraquée (2021)
13. le mystère de l'ombre noire (2021)
14. La bulle de néant (2022)
15. La poupée vivante (2022)
16. La mystérieuse fille (2023)
17. Une seconde moi (2023)

- Hors-série: Le fantôme de Noël (2019)
- Bande dessinée: Zoélie l'allumette 1.le garçon oublié (2023), illustrations de Lisette Morival et Luisa Russo

### Les Mopettes
- Les Mopettes tome 1 - À la poursuite du scooter jaune (2021)
- Les Mopettes tome 2 - À la rescousse de Mauve (2021)
- Les Mopette tome 3 - Aux meilleurs la victoire! (2022)

### La recrue
- La recrue tome 1- Rivaux (2019)

### Tomes uniques
- Noël est annulé (2016)
- Le Noël de Sacripain (2017)
- SOS lutins (2017)
- Citrouilles et boules de neige (2022)

### Pas de chicane dans ma cabane!(co-écriture avec Pierre-Yves Villeneuve)
1. Tic! tic! tic! (2018)
2. Gros pieds! (2018)
3. Le petit monstre (2018)
4. Le géant (2019)

### Mille pages plus tard
1. Mille pages plus tard... je n'ai toujours rien compris…
2. Mille pages plus tard... je ne peux plus me concentrer…
3. Mille pages plus tard… je n’ai pas écrit mon dernier mot…
4. Mille pages plus tard… j’aimerais savoir lire entre les lignes…

### Les attrapes-fées
1. Les attrapes-fées: sous une poudre d'étoiles (2023)
2. Les attrapes-fées: Bienvenue à Fénostra (2023)

### Éditions Goélette
- Les Héros, ça s'trompe jamais:
  - tome 1 (2013)
  - tome 2 (2014)
  - tome 3 (2014)
- Il était trois fois... Manon, Suzie, Flavie (2013)
- L'Aventurière des causes perdues (2013)
- Le Gaillard (2016)

### Éditions Kennes
- Les Héros, ça s'trompe jamais, tomes 1-2-3 Collection du Québec (2014)
- Les Filles modèles, tomes 1 à 13 (2015-2019)
- BD Les filles modèles tome 1: Guerre froide (2019)
- Zoélie l'allumette, tomes 1 à 9 (2016 à 2019)

### Éditions Numériklivres
- Marie Potvin, Le Retour de Manon Lachance, Éditions Numériklivres, 2011.
- Marie Potvin, L'Aventurière des causes perdues, Éditions Numériklivres, 2011.
- Marie Potvin, Suzie et l'homme des bois, Éditions Numériklivres, 2012.
- Marie Potvin, La Naufragée urbaine, Éditions Numériklivres, 2012.
- Marie Potvin, Les Héros, ça s'trompe jamais, saison 1 (épisodes 1 à 6), Éditions Numériklivres, 2012.
- Marie Potvin, Les Héros, ça s'trompe jamais, saison 2 (épisodes 1 à 6) (201, Éditions Numériklivres, 2013.